# Marek Čech
Marek Čech (Trebišov, 26 de enero de 1983) es un exfutbolista eslovaco.

## Selección nacional
Fue internacional con la selección de fútbol de Eslovaquia, con la que jugó 52 partidos internacionales y anotó 5 goles.

## Clubes
| Club                 | País            | Año       |
| -------------------- | --------------- | --------- |
| Inter de Bratislava  | Eslovaquia      | 2000-2004 |
| Sparta de Praga      | República Checa | 2004-2005 |
| FC Porto             | Portugal        | 2005-2008 |
| West Bromwich Albion | Inglaterra      | 2008-2011 |
| Trabzonspor          | Turquía         | 2011-2013 |
| Bolonia              | Italia          | 2013-2014 |

## Palmarés

### Campeonatos nacionales
| Título                | Club                | País            | Año  |
| --------------------- | ------------------- | --------------- | ---- |
| Corgoň Liga           | Inter de Bratislava | Eslovaquia      | 2001 |
| Copa de Eslovaquia    | Inter de Bratislava | Eslovaquia      | 2001 |
| Gambrinus Liga        | Sparta de Praga     | República Checa | 2005 |
| SuperLiga             | FC Porto            | Portugal        | 2006 |
| Copa de Portugal      | FC Porto            | Portugal        | 2006 |
| SuperLiga             | FC Porto            | Portugal        | 2007 |
| Supercopa de Portugal | FC Porto            | Portugal        | 2007 |